# Marchantiales
Marchantiales е разред чернодробни мъхове. Доминираща е гаметофитната фаза, като спорофитите съществуват за кратък период и са зависими от гаметофита. Обикновено в литературата се описва подробно видът кладенчов мъх (Marchantia polymorpha), като най-характерен за разреда.

## Семейства
- Aytoniaceae
- Cleveaceae
- Conocephalaceae
- Corsiniaceae
- Exormothecaceae
- Lunulariaceae
- Marchantiaceae
- Monosoleniaceae
- Oxymitraceae
- Ricciaceae
- Targioniaceae
- Wiesnerellaceae